# MARSIS
MARSIS (англ. Mars Advanced Radar for Subsurface and Ionosphere Sounding) — специализированный радар Европейского космического агентства для зондирования ионосферы и глубинных слоёв марсианской поверхности, разработанный Римским университетом "Сапиенца" и компанией Alenia Spazio (сегодня Thales Alenia Space Italy). Является одной из главных миссий аппарата «Марс-экспресс».
Главный исследователь MARSIS - Джованни Пикарди из Римского университета "Сапиенца". Прибор оснащен функциями проникающего в грунт радара, который использует методы синтезированной апертуры и вторичную приемную антенну для изоляции подповерхностных отражений. MARSIS финансировался Итальянским космическим агентством и НАСА. Процессор работает под управлением операционной системы реального времени EONIC Virtuoso.

## Описание
Задачей радара является поиск жидкой воды и водяного льда под поверхностью Марса. MARSIS способен зондировать поверхность планеты на глубину до 5 км. Антенны радара (две по 20 м длиной, и одна — 7 м) выполнены из стекловолокна и кевлара и отличаются очень небольшой массой. Большие состоят из 13 сегментов, сложенных «гармошкой».

Антенны радара MARSIS (горизонтальная линия) в сравнении с космическим аппаратом. Для масштаба показан профиль человека

## Хронология
Первоначально предполагалось развернуть антенны в апреле 2004 года. Но расчёты показали, что это может нарушить работу станции. Развёртывание несколько раз откладывалось. Первая 20-метровая антенна была развёрнута 4 мая 2005 года. При этом возникли трудности, которые с помощью маневрирования были успешно разрешены 11 мая. Вторая 20-метровая антенна была успешно развёрнута 14 июня того же года.

## Научные наблюдения

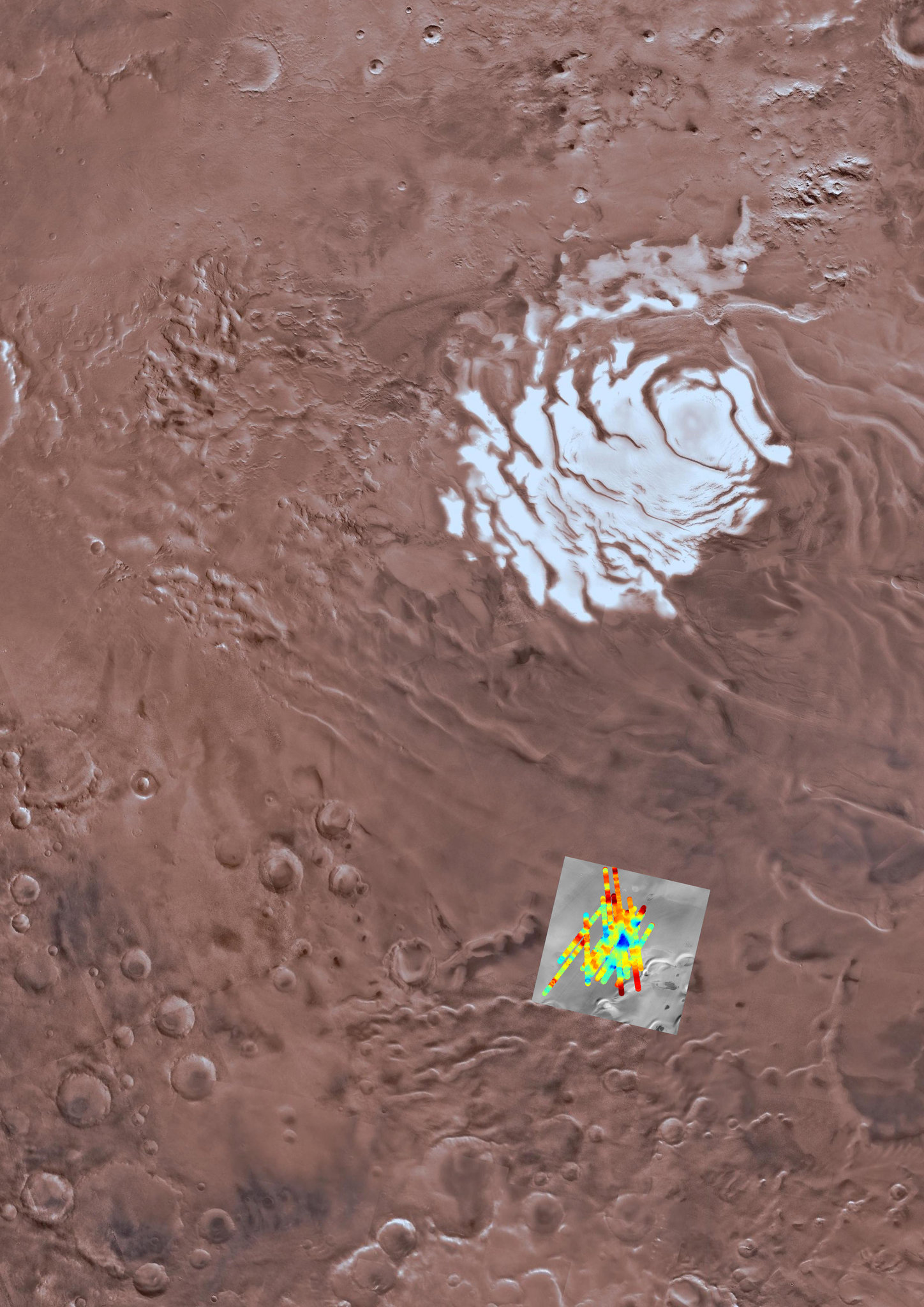
Место открытого подлёдного озера рядом с южной полярной ледовой шапкой.

Научные наблюдения на станции начались в июле 2005 года.
В 2012 году опубликованы данные по измерениям MARSIS разницы диэлектрической константы между северными и южными полярными регионами. Было показано, что материал, заполняющий северный бассейн, менее плотный, что было интерпретировано как доказательство древнего северного океана.
В июле 2018 года вышел доклад об открытии, основанном на исследованиях радаром MARSIS. Работы показали наличие подлёдного озера на Марсе, расположенного на глубине 1,5 км подо льдом Южной полярной шапки (на Planum Australe), шириной около 20 км. Это стало первым известным постоянным водоёмом на Марсе.